# Récompenses du Heat de Miami

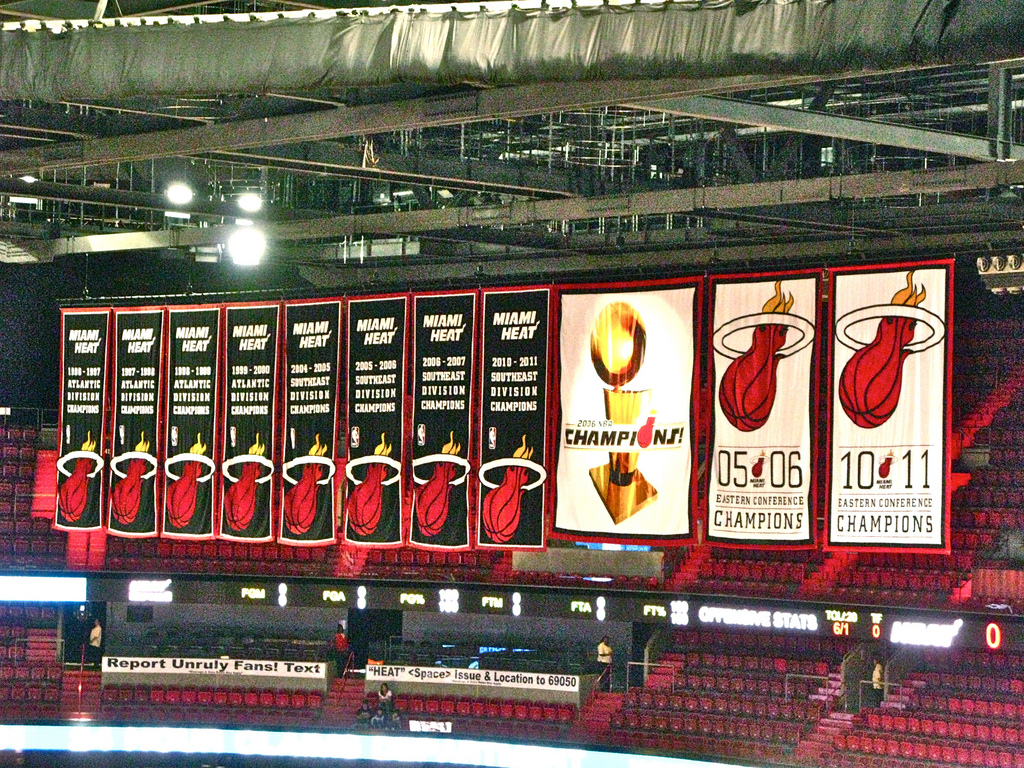
Bannières des champions du Heat de Miami.

Le Heat de Miami est une franchise de basket-ball américaine évoluant dans la National Basketball Association. Cet article regroupe l'ensemble des récompenses du Heat de Miami durant les saisons NBA.

## Titres de l'équipe

### Champion NBA
Le Heat a gagné 3 titres de champion NBA : 2006, 2012, 2013.

### Champion de conférence
Ils ont remporté 7 titres de champion de la Conférence Est : 2006, 2011, 2012, 2013, 2014, 2020 et 2023.

### Champion de division
Le Heat a été 16 fois champion de sa division : 1997, 1998, 1999, 2000, 2005, 2006, 2007, 2011, 2012, 2013, 2014, 2016, 2018, 2020, 2022 et 2023.
Ils se répartissent en 4 titres de la division Atlantique et 12 titres en division Sud-Est.

## Titres individuels

### MVP
- LeBron James (x2) – 2012, 2013

### MVP des Finales
- Dwyane Wade – 2006
- LeBron James (x2) – 2012, 2013

### MVP de la finale de Conférence Est
- Jimmy Butler – 2023

### Défenseur de l'année
- Alonzo Mourning (x2) – 1999, 2000

### 6ehomme de l'année
- Tyler Herro – 2022

### Meilleure progression de l'année
- Rony Seikaly – 1990
- Isaac Austin – 1997

### Entraîneur de l'année
- Pat Riley – 1997

### Exécutif de l'année
- Pat Riley – 2011

### J. Walter Kennedy Citizenship Award
- P. J. Brown – 1997
- Alonzo Mourning – 2002

### Twyman-Stokes Teammate of the Year Award
- Shane Battier – 2014

### NBA Community Assist Award
- Dwyane Wade – 2013

## Hall of Fame

### Joueurs
7 hommes ayant joué au Heat principalement, ou de façon significative pendant leur carrière ont été introduits au Basketball Hall of Fame (également appelé Naismith Memorial Basketball Hall of Fame).
| Joueur           | Activité au Heat    | Activité au Heat  | Hall of Fame        |
| Joueur           | Années              | Titres avec Miami | Année intronisation |
| ---------------- | ------------------- | ----------------- | ------------------- |
| Gary Payton      | 2005–2007           | 1                 | 2013                |
| Alonzo Mourning  | 1995–2002 2005–2008 | 1                 | 2014                |
| Shaquille O'Neal | 2004–2008           | 1                 | 2016                |
| Ray Allen        | 2012–2014           | 1                 | 2018                |
| Chris Bosh       | 2010–2017           | 2                 | 2021                |
| Tim Hardaway     | 1996–2001           | 0                 | 2022                |
| Dwyane Wade      | 2003–2016 2018–2019 | 3                 | 2023                |

### Entraineurs, managers et contributeurs
| Personnalité | Activité au Heat    | Activité au Heat  | Activité au Heat | Hall of Fame        | Hall of Fame |
| Personnalité | Années              | Titres avec Miami | Fonction         | Année intronisation | Qualité      |
| ------------ | ------------------- | ----------------- | ---------------- | ------------------- | ------------ |
| Pat Riley    | 1995–2003 2005–2008 | 1                 | entraîneur       | 2008                | entraîneur   |

## Maillots retirés
Les maillots retirés au sein de la franchise de Miami sont les suivants :
- 1 - Chris Bosh
- 3 - Dwyane Wade
- 10 - Tim Hardaway
- 23 - Michael Jordan - (il s'agit ici d'un maillot mixte aux couleurs des Bulls et des Wizards).
- 32 - Shaquille O'Neal
- 33 - Alonzo Mourning
- 40 - Udonis Haslem

## Récompenses du All-Star Week-End

### Sélections au All-Star Game
Liste des joueurs sélectionnés pour le All-Star Game, en tant que joueur du Heat de Miami :
- Alonzo Mourning (x5) – 1996, 1997, 2000, 2001, 2002
- Tim Hardaway (x2) – 1997, 1998
- Anthony Mason – 2001
- Shaquille O'Neal (x3) – 2005, 2006, 2007

- Dwyane Wade (x13) – 2005, 2006, 2007, 2008, 2009, 2010, 2011, 2012, 2013, 2014, 2015, 2016, 2019
- LeBron James (x4) – 2011, 2012, 2013, 2014
- Chris Bosh (x6) – 2011, 2012, 2013, 2014, 2015, 2016
- Goran Dragić – 2018
- Bam Adebayo (x3) – 2020, 2023, 2024
- Jimmy Butler (x2) – 2020, 2022
- Tyler Herro – 2025

### MVP du All-Star Game
- Dwyane Wade – 2010

### Coachs au All-Star Game
- Stan Van Gundy – 2005
- Erik Spoelstra - 2013

### Vainqueur du concours de dunks
- Harold Miner (x2) – 1993, 1995
- Derrick Jones Jr. – 2020

### Vainqueur du concours à 3 points
- Glen Rice – 1995
- Jason Kapono – 2007
- Daequan Cook – 2009
- James Jones – 2011
- Tyler Herro – 2025

### Vainqueur du Skills Challenge
- Dwyane Wade (x2) – 2006, 2007
- Bam Adebayo – 2020

## Distinctions en fin d'année

### All-NBA Team

#### All-NBA First Team
- Dwyane Wade (x2) – 2009, 2010
- Shaquille O'Neal (x2) – 2005, 2006
- LeBron James (x4) – 2011, 2012, 2013, 2014
- Alonzo Mourning – 1999
- Tim Hardaway – 1997

#### All-NBA Second Team
- Dwyane Wade (x3) – 2005, 2006, 2011
- Tim Hardaway (x2) – 1998, 1999
- Alonzo Mourning – 2000
- Jimmy Butler – 2023

#### All-NBA Third Team
- Dwyane Wade (x3) – 2007, 2012, 2013
- Jimmy Butler (x2) – 2020, 2021

### NBA All-Rookie Team

#### NBA All-Rookie First Team
- Sherman Douglas – 1990
- Steve Smith – 1992
- Caron Butler – 2003
- Dwyane Wade – 2004
- Michael Beasley – 2009
- Kendrick Nunn – 2020
- Jaime Jaquez Jr. – 2024

#### NBA All-Rookie Second Team
- Kevin Edwards – 1989
- Glen Rice – 1990
- Willie Burton – 1991
- Udonis Haslem – 2004
- Mario Chalmers – 2009
- Justise Winslow- 2016
- Tyler Herro – 2020
- Kel'el Ware – 2025

### NBA All-Defensive Team

#### NBA All-Defensive First Team
- Alonzo Mourning (x2) – 1999, 2000
- LeBron James (x3) – 2011, 2012, 2013
- Bam Adebayo – 2024

#### NBA All-Defensive Second Team
- P. J. Brown (x2) – 1997, 1999
- Bruce Bowen – 2001
- Dwyane Wade (x3) – 2005, 2009, 2010
- LeBron James – 2014
- Bam Adebayo (x4) – 2020, 2021, 2022, 2023
- Jimmy Butler – 2021